# 플라드리

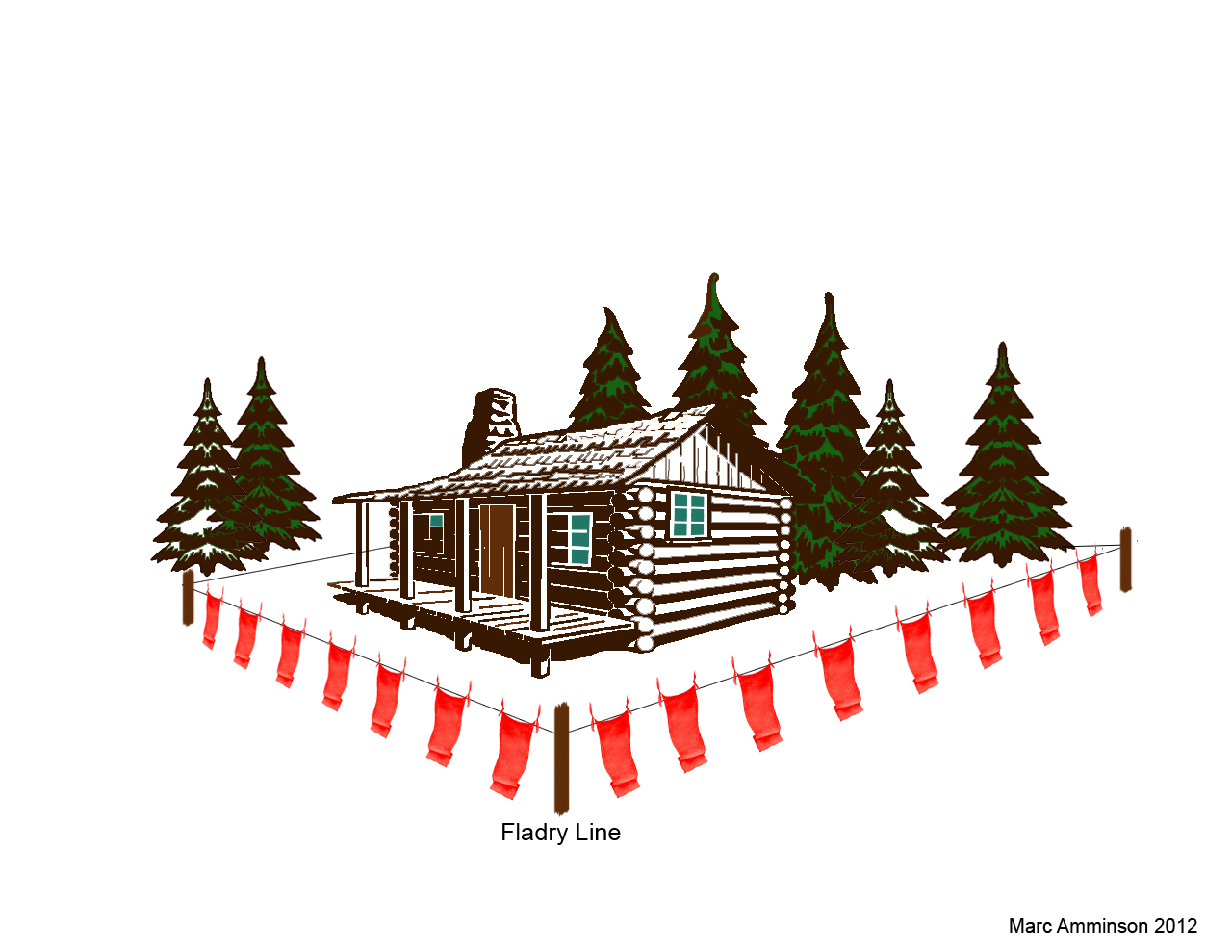
플라드리 일러스트

플라드리(영어: Fladry)는 직물을 엮거나 색깔이 있는 깃발이 바람에 펄럭이도록 만든 로프로 만든 울타리이다. 이 울타리는 넘어오는 늑대의 사냥을 위해 만들어졌다. 플라드리 선은 여러 세기 동안 전통적으로 동부 유럽에서 늑대 사냥 등 여러 목적으로 이용되었다. 이 방법은 일반적으로 약 3-5개월 동안 효과가 지속되기 때문에 목초지 등에서 가축을 보호하기 위해 이용된다. 이 기술은 때로 전기 울타리의 사용이 익숙하지 않은 동물에게 이용된다.

## 문화
러시아의 가수이자 작곡가인 블라디미르 비소츠키(1938-1980)이 그의 유명한 노래인 "늑대 사냥"(러시아어: Охота на волков, 1968)에서 언급했다. 플라드리는 동물에 향한 적대적 태도인 사냥꾼으로 비유되지만, 이것은 국가의 힘 자체로 이해될 수 있으며 자유로운 정신으로도 해석된다. "늑대 사냥"은 1970년대 소련에서 가장 유명한 노래가 된다.:156